# گل زمین
گل زمین، روستایی از توابع بخش آبگرم شهرستان آوج در استان قزوین ایران است.

## موقعیت جغرافیایی
روستای گل زمین از سمت شمال با روستای تو آباد و از سمت جنوب با روستای یمق و از سمت شرق با روستای چاه برف و از سمت غرب با روستای قره داش هم جوار است.

## جمعیت
این روستا در دهستان خرقان شرقی قرار دارد و براساس سرشماری مرکز آمار ایران در سال ۱۳۸۵، جمعیت آن ۲۷۲ نفر (۵۹خانوار) بوده‌است.

## محصولات
از محصولات این روستا میتوان به انگور و بادام و گردو اشاره کرد.